# Гаверс, Клоптон
Клоптон Гаверс (англ. Clopton Havers; 24 февраля 1657, Стамборн, Англия — 29 апреля 1702, Уиллингейл, Англия) — английский врач, положивший начало изучению микростроения костей.

## Биография
Гаверс родился 24 февраля 1657 года в Стамборне.
Обучался сначала в Колледже Святой Екатерины при Кембриджском университете, а затем в Утрехтском университете в Нидерландах. Был учеником Ричарда Мортона. С 1686 года член Королевского общества хирургов.

Скончался 29 апреля 1702 года в Уиллингейле.

## Публикации
В 1691 году Гаверс опубликовал работу «Новая остеология или некоторые новые наблюдения относительно роста и питания костей», в которой описал каналы, которые сейчас носят его имя.